# Jarosławiec (West-Pommeren)
Jarosławiec (Duits: Jershöft) is een plaats in het Poolse district  Sławieński, woiwodschap West-Pommeren. De plaats maakt deel uit van de gemeente Postomino en telt 329 inwoners.

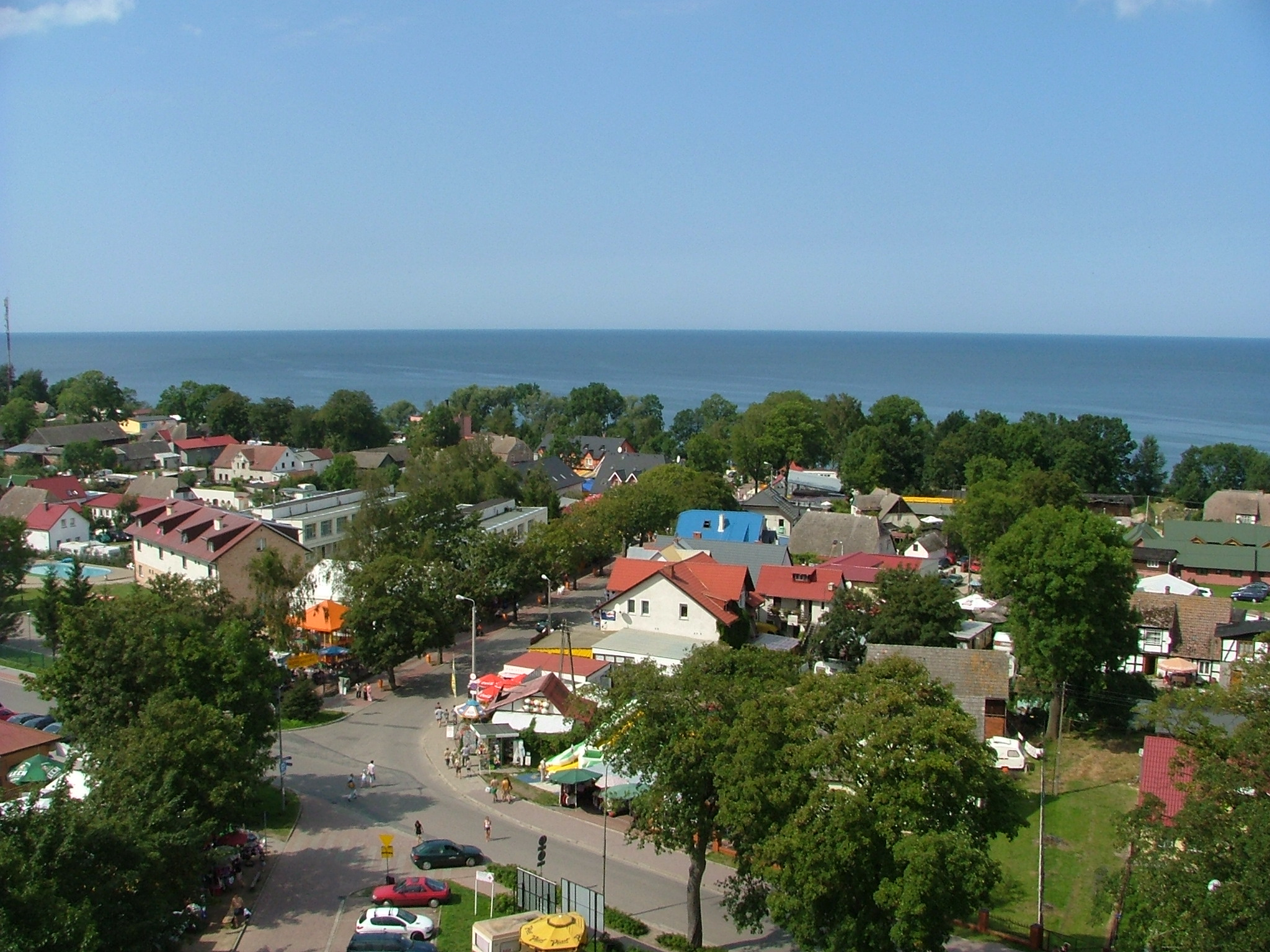
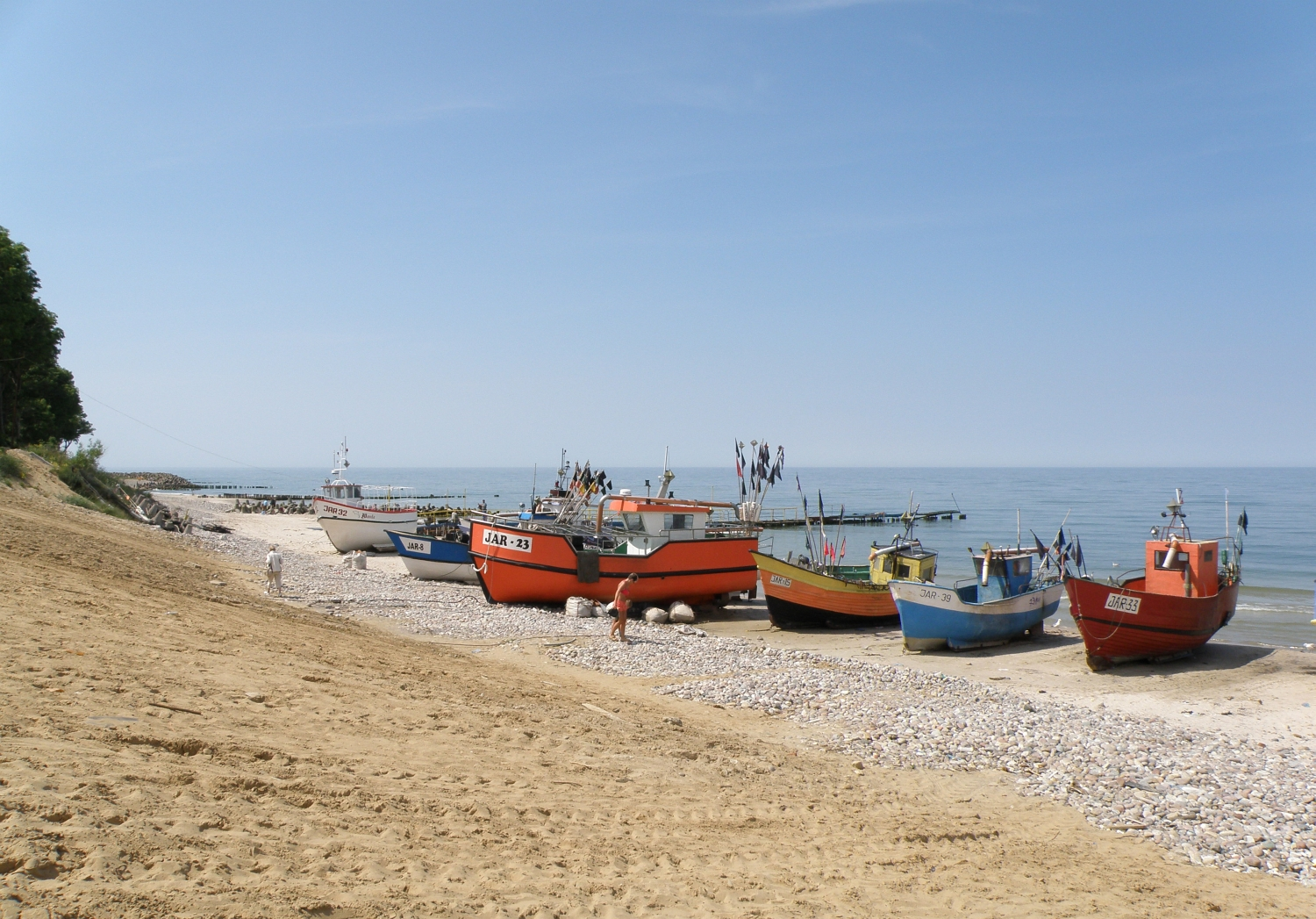
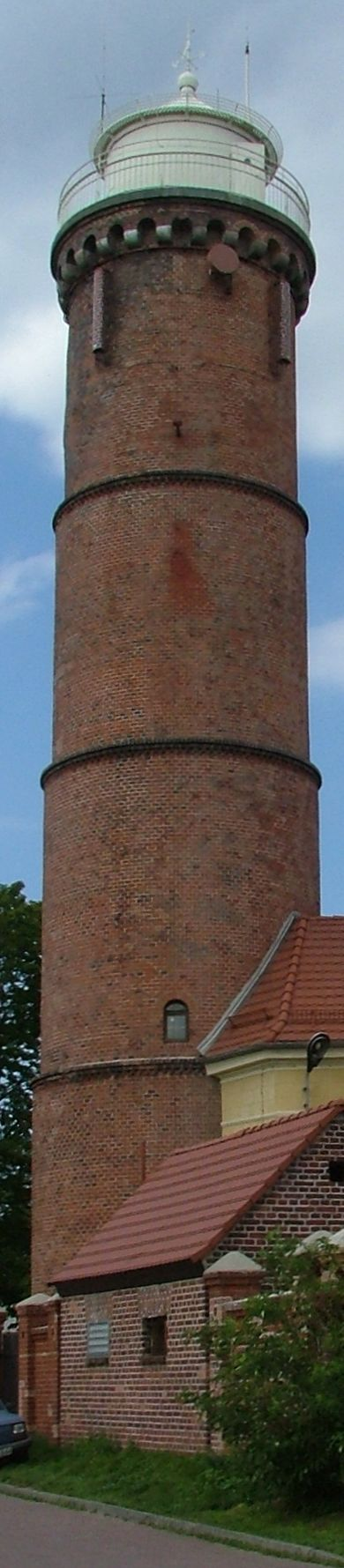
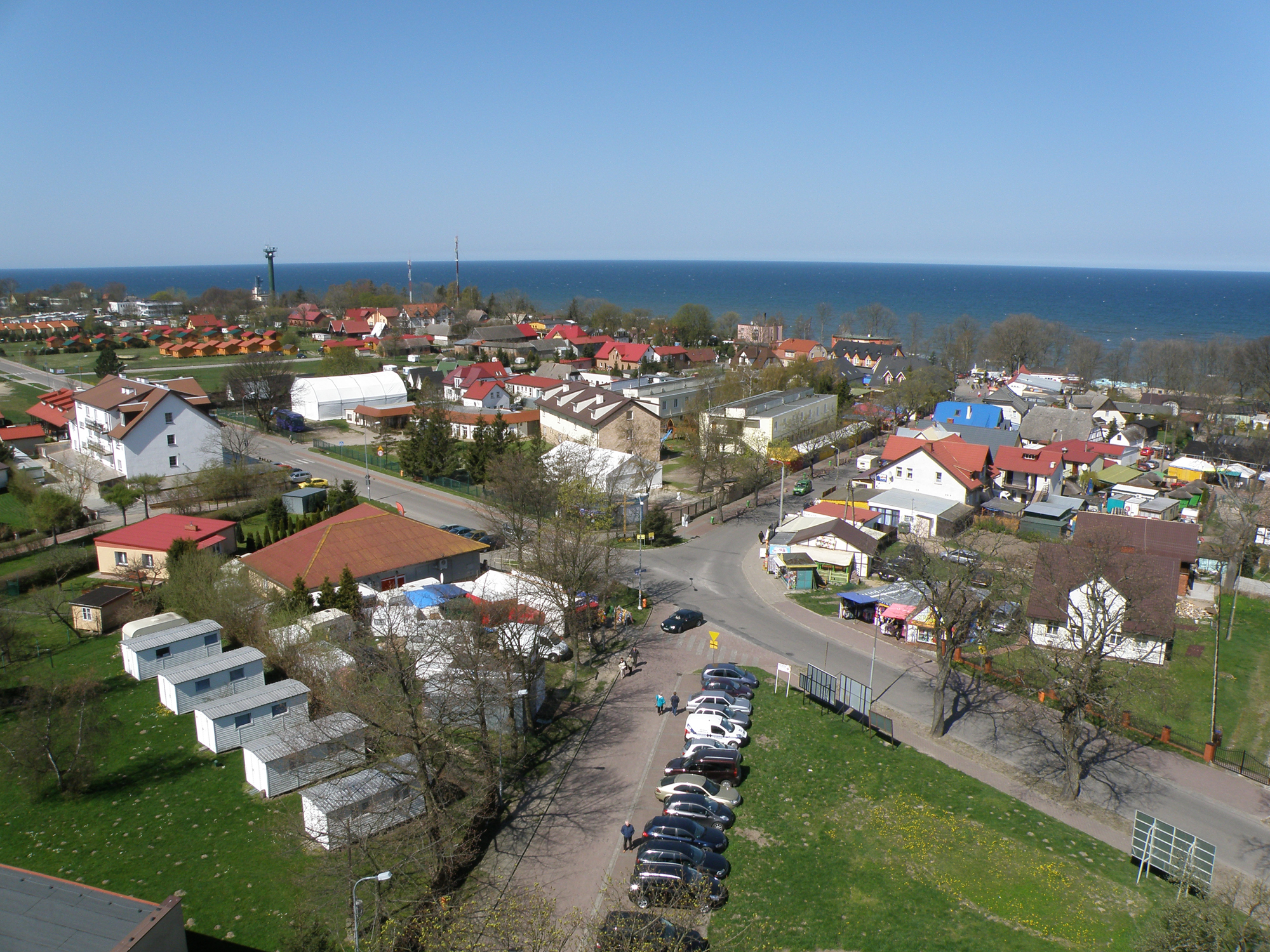